# Phân phối điện

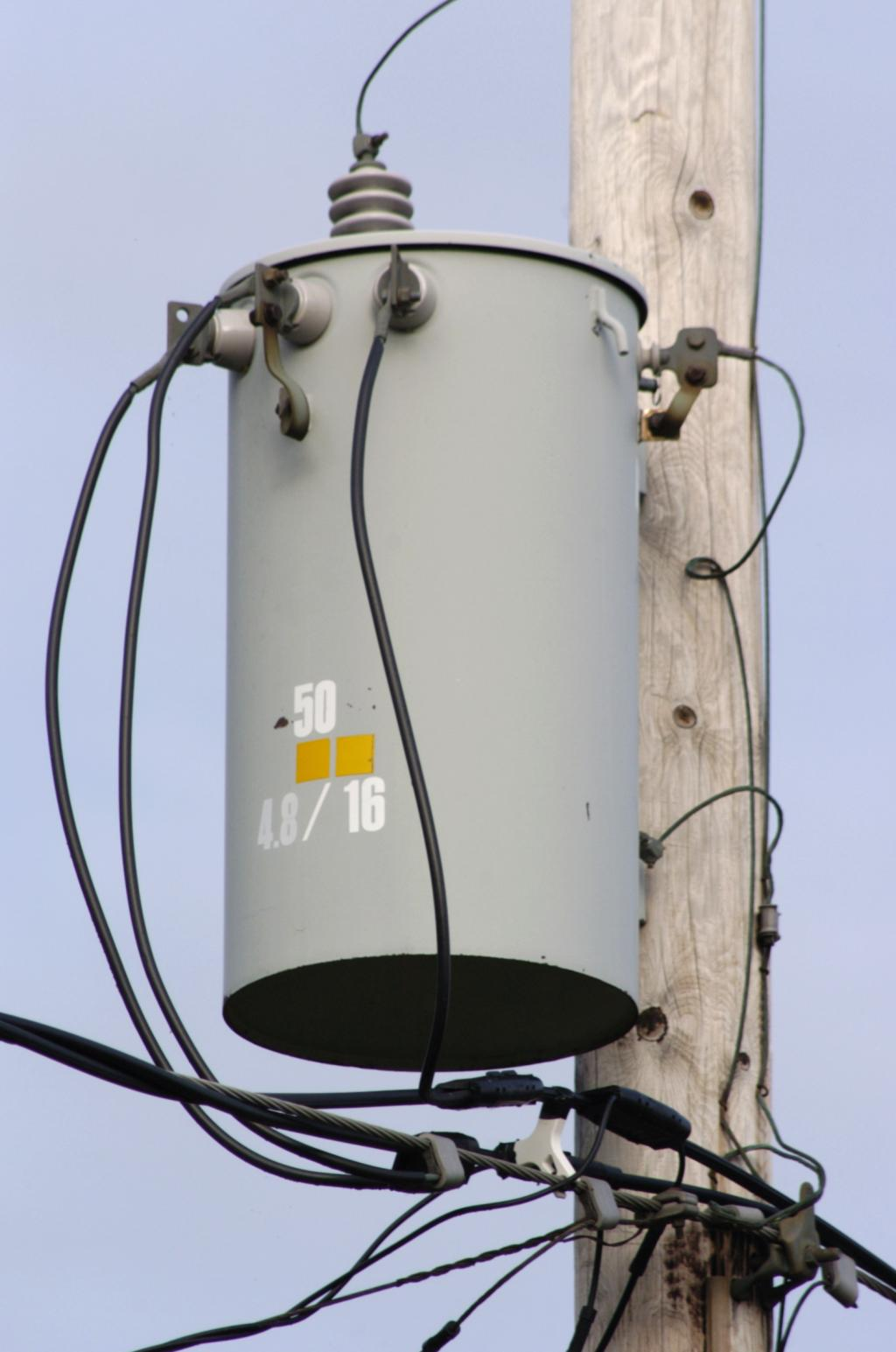
Máy biến áp phân phối gắn cực 50 kVA

Phân phối điện là giai đoạn cuối cùng trong việc cung cấp năng lượng điện; nó mang điện từ hệ thống truyền tải điện  đến người tiêu dùng cá nhân.  Trạm biến áp phân  đã kết nối với hệ thống truyền tải và hạ điện áp truyền tải xuống trung thế trong khoảng từ 2 kV và 35 kV với việc sử dụng máy biến áp.  Các đường dây phân phối chính mang nguồn điện trung thế này đến các máy biến áp phân phối đặt gần cơ sở của khách hàng.  Máy biến áp phân phối một lần nữa hạ điện áp xuống điện áp sử dụng được sử dụng bởi chiếu sáng, thiết bị công nghiệp hoặc thiết bị gia dụng.  Thông thường một số khách hàng được cung cấp từ một máy biến áp thông qua các đường phân phối thứ cấp.  Khách hàng thương mại và dân cư được kết nối với các đường phân phối thứ cấp thông qua dịch vụ giảm.  Khách hàng yêu cầu một lượng điện năng lớn hơn nhiều có thể được kết nối trực tiếp với cấp phân phối chính hoặc cấp độ phụ.

## Lịch sử

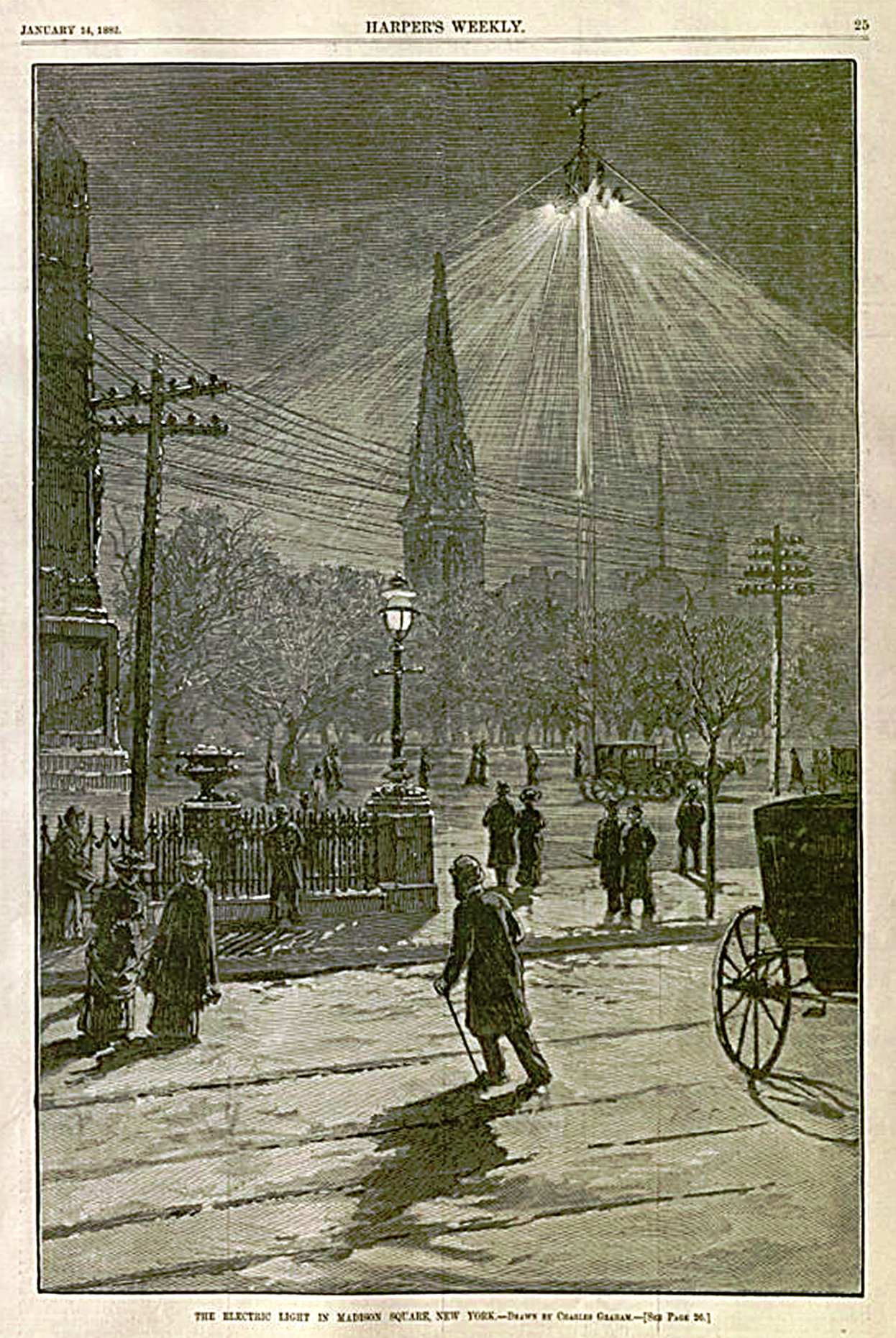
Cuối những năm 1870 và đầu những năm 1880 đã chứng kiến sự ra đời của đèn chiếu sáng hồ quang được sử dụng ngoài trời hoặc trong các không gian trong nhà lớn như hệ thống Brush Electric Company được lắp đặt vào năm 1880 tại thành phố New York.

Phân phối điện chỉ trở nên cần thiết vào những năm 1880 khi điện bắt đầu được tạo ra tại các nhà máy điện.  Trước đó điện thường được tạo ra ngay ở nơi nó được sử dụng.  Các hệ thống phân phối điện đầu tiên được cài đặt tại các thành phố châu Âu và Mỹ đã được sử dụng để cung cấp ánh sáng: ánh sáng hồ quang sử dụng điện áp rất cao (khoảng 3000 volt) dòng điện xoay chiều (AC) hoặc một chiều (DC), và đèn sợi đốt ánh sáng chạy trên điện áp thấp (100 volt) với dòng điện trực tiếp.  Cả hai đều được thay thế hệ thống chiếu sáng khí đốt, với ánh sáng hồ quang chiếm diện tích lớn và chiếu sáng đường phố, và đèn sợi đốt thay thế đèn khí đốt cho chiếu sáng kinh doanh và dân cư.
Do điện áp cao được sử dụng trong chiếu sáng hồ quang, một trạm phát duy nhất có thể cung cấp một chuỗi đèn dài, lên tới 7 dặm (11 km).  Mỗi lần nhân đôi điện áp sẽ cho phép cáp có cùng kích thước truyền cùng một lượng điện năng gấp bốn lần khoảng cách cho một tổn thất điện năng nhất định.  Các hệ thống chiếu sáng sợi đốt trong nhà trực tiếp hiện tại, ví dụ Trạm Edison Pearl Street đầu tiên được lắp đặt vào năm 1882, gặp khó khăn trong việc cung cấp cho khách hàng cách đó hơn một dặm.  Điều này là do hệ thống 110 volt thấp được sử dụng trên toàn hệ thống, từ máy phát điện đến lần sử dụng cuối cùng.  Hệ thống Edison DC cần cáp ruột đồng dày, và các nhà máy phát điện cần thiết để được trong vòng khoảng 2.4 km của khách hàng xa nhất để tránh dây dẫn quá lớn và đắt tiền.

### Giới thiệu máy biến áp
Truyền điện một khoảng cách xa ở điện áp cao và sau đó giảm xuống mức điện áp thấp hơn để chiếu sáng trở thành vật cản kỹ thuật được công nhận để phân phối điện với nhiều giải pháp, không thỏa đáng, được thử nghiệm bởi các công ty chiếu sáng.  Giữa những năm 1880 đã chứng kiến một bước đột phá với sự phát triển của các máy biến áp có chức năng cho phép điện áp xoay chiều được "tăng cường" lên điện áp truyền cao hơn nhiều và sau đó giảm xuống điện áp người dùng thấp hơn.  Với chi phí truyền tải rẻ hơn nhiều và quy mô kinh tế lớn hơn khi có các nhà máy sản xuất lớn cung cấp cho cả thành phố và khu vực, việc sử dụng điện xoay chiều lan rộng nhanh chóng.
Ở Mỹ, sự cạnh tranh giữa dòng điện một chiều và dòng điện xoay chiều đã thay đổi mang tính cá nhân vào cuối những năm 1880 dưới dạng " Chiến tranh dòng điện " khi Thomas Edison bắt đầu tấn công George Westinghouse và phát triển hệ thống máy biến áp xoay chiều đầu tiên của Hoa Kỳ, chỉ ra tất cả những cái chết gây ra bởi hệ thống điện áp xoay chiều cao áp trong những năm qua và cho rằng bất kỳ hệ thống xoay chiều nào đều có tính nguy hiểm.  Chiến dịch tuyên truyền của Edison đã tồn tại trong thời gian ngắn đến khi công ty của ông chuyển sang điện xoay chiều vào năm 1892.
Điện xoay chiều trở thành hình thức truyền tải năng lượng vượt trội với những đổi mới ở châu Âu và Mỹ trong thiết kế động cơ điện và phát triển các hệ thống phổ dụng được thiết kế cho phép số lượng lớn các hệ thống cũ được kết nối với lưới điện xoay chiều lớn.
Trong nửa đầu thế kỷ 20, ở nhiều nơi, ngành điện được tích hợp theo chiều dọc, nghĩa là một công ty làm tất cả các quy trình sản xuất ra điện, truyền tải, phân phối, đo lường và thanh toán.  Bắt đầu từ những năm 1970 và 1980, các quốc gia bắt đầu quá trình bãi bỏ quy định và tư nhân hóa, dẫn đến các thị trường điện.  Hệ thống phân phối sẽ vẫn được điều tiết, nhưng các hệ thống phát điện, bán lẻ và đôi khi truyền dẫn được chuyển đổi thành thị trường cạnh tranh.

## Sản xuất và truyền dẫn
Năng lượng điện bắt đầu tại một trạm phát điện, trong đó mức chênh lệch tiềm năng có thể lên tới 33.000 volt, với  điện xoay chiều thường được sử dụng.  Người sử dụng một lượng lớn điện một chiều như một số hệ thống điện khí hóa đường sắt, tổng đài điện thoại và các quy trình công nghiệp như luyện nhôm sử dụng bộ chỉnh lưu để lấy nguồn một chiều từ nguồn cung cấp điện xoay chiều công cộng hoặc có thể có hệ thống phát điện riêng.  Dòng 1 chiều điện áp cao có thể thuận lợi cho việc cách ly các hệ thống dòng điện xoay chiều hoặc kiểm soát lượng điện truyền qua.  Ví dụ, Hydro-Québec có một dòng điện trực tiếp đi từ vùng James Bay đến Boston.
Từ trạm phát, nó đi đến trạm chuyển mạch của trạm phát, nơi có máy biến áp tăng cường  nâng điện áp lên mức phù hợp để truyền, từ 44 kV lên 765 kV.  Khi ở trong hệ thống truyền tải, điện từ mỗi trạm phát được kết hợp với điện được sản xuất ở nơi khác.  Điện được tiêu thụ ngay khi nó được sản xuất ra.  Nó được truyền đi với tốc độ rất cao, gần với tốc độ ánh sáng.

## Tổng quan về phân phối

Bố trí chung của mạng lưới điện. Các điện áp và tải là điển hình của một mạng lưới châu Âu.

Việc chuyển đổi từ truyền sang phân phối xảy ra trong một trạm biến áp, có các chức năng sau:
- Bộ ngắt mạch và công tắc cho phép ngắt trạm ra khỏi lưới truyền hoặc cho các đường phân phối bị ngắt kết nối.
- Máy biến áp hạ điện áp truyền dẫn, thường từ 35 kV trở lên, xuống điện áp phân phối chính.  Đây là các mạch trung thế, thường là 600 - 35.000 V.[1]
- Từ máy biến áp, nguồn điện đi đến truyền dẫn cái mà có thể phân chia nguồn điện phân phối theo nhiều hướng.  Trục truyền phân phối điện cho các đường phân phối, đưa điện đến cho khách hàng.

Phân phối điện trong đô thị chủ yếu là dưới lòng đất, đôi khi trong các ống dẫn tiện ích chung.  Phân phối nông thôn chủ yếu là trên mặt đất với các cột điện, và phân phối ngoại thành là một hỗn hợp giữa hai hình thức này.  Gần gũi hơn với khách hàng, một máy biến áp phân phối điện hạ áp từ điện áp phân phối chính xuống mạch thứ cấp với điện áp thấp, thường là 120/240 V ở Mỹ cho khách hàng dân cư.  Điện đến với khách hàng thông qua các điểm dịch vụ và đồng hồ điện.  Mạch cuối cùng trong một hệ thống đô thị có thể nhỏ hơn 15m, nhưng có thể hơn 91m cho một khách hàng ở nông thôn.

## Phân phối chính
Điện áp phân phối chính từ 4kV đến 35kV giữa 2 dây pha (2.4 kV đến 20 kV giữa dây pha với dây trung tính)  Chỉ những khách hàng tiêu dùng lớn được cho điện vào trực tiếp từ điện áp phân phối; hầu hết các khách hàng tiện ích được kết nối với một máy biến áp, làm giảm điện áp phân phối đến "điện áp sử dụng", "điện áp cung cấp" hoặc "điện áp nguồn" được sử dụng bởi hệ thống dây điện chiếu sáng và điện trong nhà.

### Cấu hình mạng điện

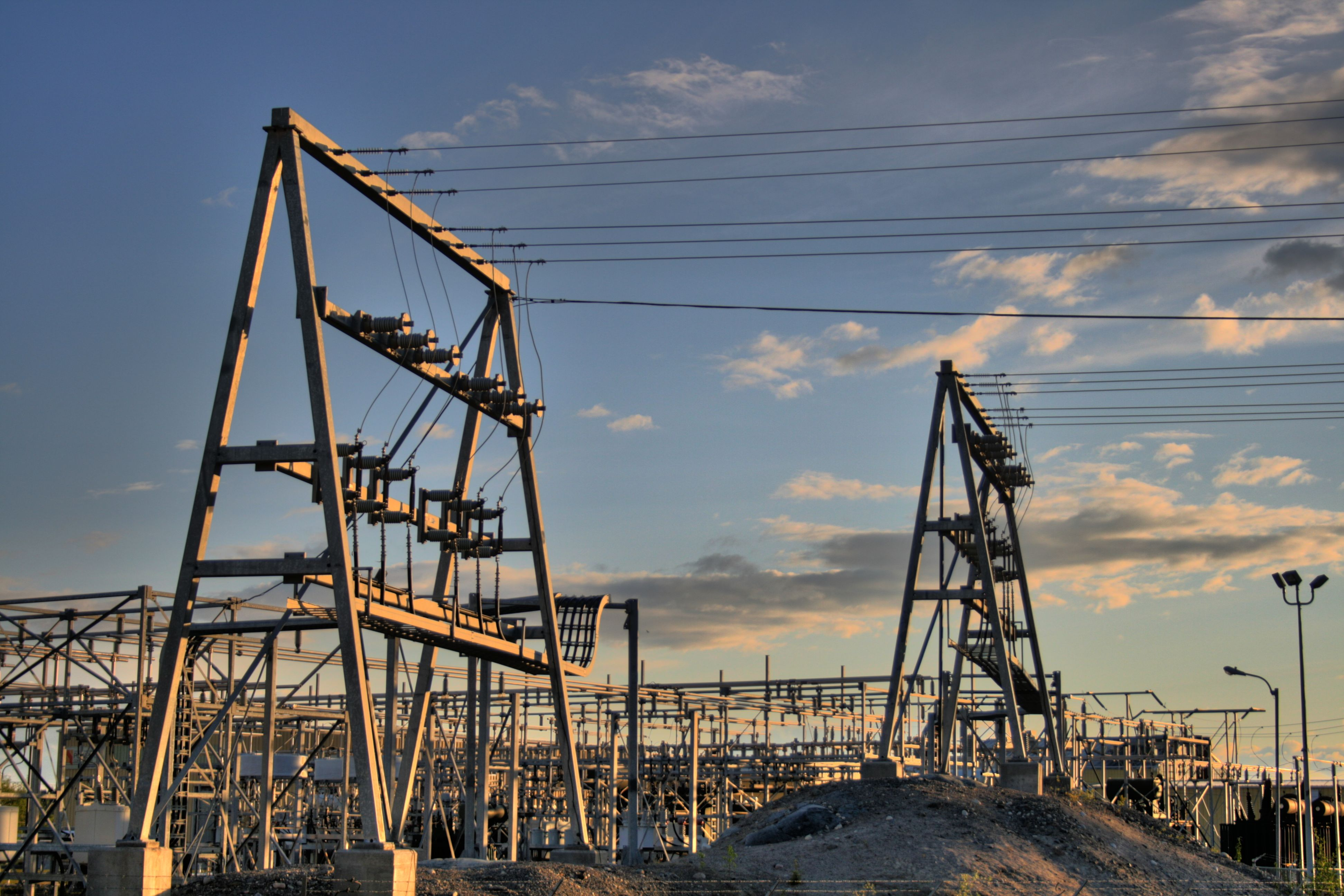
Trạm biến áp gần Yellowknife, thuộc Lãnh thổ Tây Bắc của Canada

Mạng phân phối điện được chia thành hai loại, xuyên tâm hoặc mạng.  Một hệ thống xuyên tâm được bố trí giống như một cái cây nơi mỗi khách hàng có một nguồn cung cấp.  Một hệ thống mạng có nhiều nguồn cung cấp hoạt động song song.  Mạng tại chỗ được sử dụng cho tải tập trung.  Hệ thống xuyên tâm thường được sử dụng ở khu vực nông thôn hoặc ngoại thành.
Các hệ thống xuyên tâm thường bao gồm các kết nối khẩn cấp trong đó hệ thống có thể được cấu hình lại trong trường hợp có vấn đề, chẳng hạn như có trục trặc hoặc bảo trì theo kế hoạch.  Điều này có thể được thực hiện bằng cách mở và đóng công tắc để cách ly một phần nhất định khỏi lưới điện.
Các bộ cấp nguồn dài bị giảm điện áp (méo hệ số công suất) đòi hỏi phải có tụ điện hoặc bộ điều chỉnh điện áp.
Việc cấu hình lại, bằng cách trao đổi các liên kết chức năng giữa các yếu tố của hệ thống, thể hiện một trong những biện pháp quan trọng nhất có thể cải thiện hiệu suất hoạt động của hệ thống phân phối.  Vấn đề tối ưu hóa thông qua cấu hình lại hệ thống phân phối điện, theo định nghĩa của nó, là một vấn đề khách quan duy nhất trong lịch sử với các ràng buộc.  Từ năm 1975, khi Merlin và Back  đưa ra ý tưởng cấu hình lại hệ thống phân phối để giảm tổn thất điện năng chủ động, cho đến ngày nay, rất nhiều nhà nghiên cứu đã đề xuất các phương pháp và thuật toán đa dạng để giải quyết vấn đề cấu hình lại như một vấn đề khách quan duy nhất.  Một số tác giả đã đề xuất phương pháp tiếp cận dựa trên tối ưu Pareto (bao gồm tổn thất điện năng chủ động và chỉ số độ tin cậy làm mục tiêu).  Với mục đích này, các phương pháp dựa trên trí thông minh nhân tạo khác nhau đã được sử dụng: microgenetic, trao đổi nhánh, tối ưu hóa dòng hạt  và thuật toán di truyền sắp xếp không bị chi phối.

### Dịch vụ nông thôn
Các hệ thống điện khí hóa nông thôn có xu hướng sử dụng điện áp phân phối cao hơn do khoảng cách dài hơn được bao phủ bởi các đường phân phối (xem Cơ quan điện khí hóa nông thôn). Các mức biến áp 7.2, 12.47, 25 và 34.5kV là phổ biến ở Hoa Kỳ; 11 kV và 33 kV là phổ biến ở Anh, Úc và New Zealand; 11kV và 22kV là phổ biến ở Nam Phi; 10, 20 và 35kV là phổ biến ở Trung Quốc.  Đôi khi điện áp khác cũng được sử dụng.
Dịch vụ ba pha cung cấp năng lượng cho các cơ sở nông nghiệp lớn, cơ sở bơm xăng dầu, nhà máy nước hoặc các khách hàng khác có tải trọng lớn (thiết bị ba pha). Ở Bắc Mỹ, hệ thống phân phối trên cao có thể là ba pha, bốn dây, với một dây trung tính. Hệ thống phân phối nông thôn có thể có các dây dẫn dài một pha và một dây trung tính. Ở các quốc gia khác hoặc ở các vùng nông thôn khắc nghiệt, dây trung tính được nối với mặt đất để sử dụng như một cách nối đất.